# Dušan Němec
Dušan Němec (28. ledna 1928 Znojmo – 18. dubna 2001 Třebíč) byl český mineralog, geochemik a petrolog.

## Biografie
Narodil se 28. ledna 1928 ve Znojmě, jeho otcem byl středoškolský profesor. V roce 1938 bylo obsazeno pohraničí a rodina Němcova se musela přestěhovat do Brna, kde Dušan Němec odmaturoval a nastoupil na studium chemie na tehdejší Vysoké škole technické. Navštěvoval i přednášky mineralogie na Masarykově univerzitě, kde se stal žákem profesora Josefa Sekaniny. V roce 1950 pak Němec nastoupil jako asistent na Mineralogický ústav Masarykovy univerzity, ale z politických důvodů byl už v roce 1957 propuštěn a na přímluvu Tomáše Kruti nastoupil do Moravského muzea. Následně nastoupil do podniku Geoindustria Jihlava, kde pracoval až do odchodu do důchodu v roce 1989.
Po sametové revoluci byl rehabilitován a nastoupil na Katedru mineralogie a petrografie Masarykovy univerzity v Brně, kde se habilitoval.
Mezitím ale pracoval na různých publikacích v oboru mineralogie a jen v Časopise Moravského muzea vydal 15 prací. Věnoval se primárně výzkumu mineralogie Moravy a hledání výskytů minerálů v oblasti Moravy a Slezska. Publikoval také v Neues Jahrbuch für Mineralogie, Chemie der Erde, Contributions to Mineralogy and Petrology nebo Mineralogical Magazine. Celkem publikoval přibližně 250 prací, věnoval se také spolupráci se Západomoravským muzeem v Třebíči a výzkumu okolí Třebíče. Věnoval se ortoklasu v Třebíčském masivu nebo výzkumu geologie Mohelenské hadcové stepi.